# (4679) Sybil
(4679) Sybil (1990 TR4) – planetoida z pasa głównego asteroid okrążająca Słońce w ciągu 5,3 lat w średniej odległości 3,04 j.a. Odkryta 9 października 1990 roku. Nazwana na cześć matki odkrywcy Sybil McNaught.